# محمد قدري باشا
محمد قدري باشا (ملوي، حوالي 1821م/1237هـ ـ 21 نوفمبر 1886م/17 ربيع الأول 1306هـ) قانوني مصري تركي الأصل من رجال القضاء في مصر، له مؤلفات في الفقه الإسلامي خاصة الحنفي، عمل على إصدار قانون خاص بالأحوال الشخصية.

## مولده وأسرته
ولد بمدبنة ملوي، وأصل أسرته من بلدة وزير كوبرولي بالأناضول، وكان جده واليًا لتلك الولاية. جاء أبوه «قدري أغا» إلى مصر واستوطنها والتزم بعض القرى بملوي كما كان شائعًا آنذاك، ثم عين حاكمًا لجهة ملوي، أما والدته فمصرية الأصل حسنية النسب.
كان له أخوان رزق بهما أبوه من أم أخرى تزوج منها وأصلها من الأناضول، أحدهما توفي قبله بالأناضول، وهو ناصر الدين قدري، ووالآخر توفي بعده، وهو قدري بك، الذي كان من موظفي المابين السلطاني في عهد السلطان عبد العزيز، وبقي في الآستانة وتوفي بها.

## تعليمه
تعلم محمد قدري دروسه الأولى في مدرسة أهلية صغيرة بملوي، ثم انتقل إلى القاهرة والتحق بمدرسة الألسن ـ وكان مقرها آنذاك في أبي زعبل ـ فأتمّ فيها دروسه، وكان منهج اللغة العربية بهذه المدرسة أيام رئاسة رفاعة الطهطاوي لها مشابهًا لنظيره في الأزهر، ومع ذلك فقد كان يتردد كثيرًا على الجامع الأزهر لدراسة اللغة العربية والعلوم الشرعية، حتى بعد تخرجه في مدرسة الألسن وتعيينه مترجماً مساعداً بها. وقد ظهر أثر ذلك فيما ألّفه بعد ذلك من مؤلفات تدل على خبرة عميقة بالفقه الإسلامي.

## حياته الوظيفية
عُيّن محمد قدري مترجماً بوزارة المالية، وعندما احتل المصريون ولاية الشام، عين شريف باشًا واليًا لها، فاصطحب معه محمد قدري، وظل معه حتى زار الآستانة فاصطحبه معه، ولما عاد شريف باشا إلى مصر ـ وكان قد كُف بصره ـ ظل محمد قدري معه يترجم له ما في الجرائد الفرنسية إلى التركية، ثم عُين في عهد الخديو إسماعيل لتعليم الأمير إبراهيم بن أحمد، ثم عين أستاذًا للغتين الفارسية والتركية في مدرسة الأمير مصطفى باشا فاضل، ثم اختاره الخديو إسماعيل مربياً لولي عهده الأمير توفيق، وكان مكلفًا أيضًا بتدريس التاريخ والجغرافيا في مدرسة ولي العهد المنشأة خصيصًا لتعليم ولي العهد وإخوته (حسين كامل (السلطان فيما بعد) وحسن باشا وإبراهيم باشا وطوسون باشا).
بعد استغناء دائرة ولي العهد عن محمد قدري، عينه الخديو في قلم الترجمة بالمعية السنية، ثم في المعارف، ثم نقل إلى مجلس التجار بالإسكندرية، ثم إلى نظارة الخارجية رئيسًا لقلم الترجمة، وكان منوطًا وحده بتراجم الحكومة الرسمية، ثم عُرضت عليه وظيفة مفتش بنظارة المعارف فرفضها، وبعدها نُقل مستشارًا بالمحاكم المختلطة.

## قدري باشا وزيرًا
عين قدري باشا ناظراً للحقانية في عهد الخديو توفيق، ثم وزيراً للمعارف فترة قصيرة عاد بعدها وزيراً للحقانية مرة أخرى، وصدرت في وزارته هذه لائحة ترتيب المحاكم الأهلية، وكان مكلّفاً بالاشتراك في وضع القانون المدني وقانون تحقيق الجنايات قبل صدور اللائحة والقانون التجاري، وبعد الحقانية أحيل قدري باشا إلى المعاش.

## أعماله القانونية
في عهد الخدوي إسماعيل، طلب السلطان عبد العزيز من الخديو تكليف قدري باشا ومصطفى أفندي رسمي بتنقيح الدستور العثماني، مما يدل على مدى شهرة قدري باشا في العلم القانوني، وكان وراء ترشيحه بعد ذلك لتولّي وزارة الحقانية ثلاث مرات، وقد أتم الرجلان مهمة تنقيح الدستور من المؤلفات والمصادر الأوروبية، ووضع باللغات التركية والعربية والفرنسية.
وفي عهد الوزارة الأجنبية ـ أواخر عصر الخديو إسماعيل ـ وضع قدري باشا نظامًا خاصًا لوزارة المالية، التي كان يرأسها وزيران، أحدهما فرنسي (المسيو دي بلينيير) والآخر إنجليزي (المستر ولسن).
تولى محمد قدرى باشا ترجمة قوانين المحاكم المختلطة تمهيدا لوضع قوانين المحاكم الأهلية الجديدة التي أراد الخديوى إسماعيل أن يجعلها مكملة للمحاكم المختلطة بعد أن وجد أن القضاء الشرعى الذي لا يزال خاضعا لنظام الدولة العثمانية لا يساير التفرنج الذي كان يسعى له الخديوى إسماعيل بخطوات واسعة

## هوايته للموسيقى
كان قدري باشا يجيد العزف على العود، وقد ألف في علم الموسيقى رسالة جعل فيها النغمات أبراجًا، وهو ما لم يسبقه إليه أحد.

## من مؤلفاته
- لمحة تاريخية لمصر (بالفرنسية: Aperçu historique de l'Egypte)‏ طبع بالفرنسية في القاهرة بمطبعة أنسي وموريس بالموسكي في 15 صفحة (1869)
- معلومات جغرافية مصحوبة ببعض نبذ تاريخية لأهم مدن مصر (بالفرنسية والعربية، مطبعة كومبو بالقاهرة، 1869)
- مختصر الأجرومية الفرنسية
- الدر المنتخب من لغات الفرنسيس والعثمانيين والعرب (طبع بالإسكندرية عام 1870، وأعيد طبعة بالمطبعة الأهلية عندما كان بالمعية السنية)
- أجرومية في اللغة العربية بقواعدها (لم تُطبع في حياة مؤلفها)
- الدر النفيس في لغتي العرب والفرنسيس (كتاب ضخم يقع في أكثر من 700 صفحة)
- اللآلئ السنية (3 أجزاء، أحدها للمفردات والآخران للجمل والأمثال، طبع سنة 1280 هـ/1863 م)
- مفردات في علم النباتات (ألفه عندما كان أستاذًا للغة الفرنسية في قصر العيني)
- المترادفات باللغة الفرنساوية والعربية
- ترجمة سيرة محمد توفيق باشا خديو مصر (وضع ـ على الأرجح ـ بطلب من توفيق نفسه، وأودع في كتبخانة المعية السنية، وأرسلت نسخة منه إلى باريس لتطبع في كتاب التاريخ العام)
- رسالة في علم الصرف (في 10 ورقات، كتبت عام 1300 هـ/1883 م)
- أحاسن الاحتياطات لما يتعلق بتقليل الجنايات (بالفرنسية: Le bon régime pour diminuer le crime)‏
- مرشد الحيران إلى معرفة أحوال الإنسان في المعاملات الشرعية على مذهب الإمام الأعظم أبي حنيفة النعمان، ملائمًا لعرف الديار المصرية وسائر الأمم الإسلامية
- قانون العدل والإنصاف للقضا على مشاكل الأوقاف (طبع ببولاق عام 1894)
- الأحكام الشرعية في الأحوال الشخصية (طبع ببولاق عام 1298 هـ/1881 م)
- تطبيق ما وجد في القانون المدني موافقًا لمذهب أبي حنيفة
- قطر أنداء الديم في النصائح والمواعظ والحكم (جمعه من كتب الأدب وطبع بمطبعة المدارس على مثال مجموعة عبد الله باشا فكري المسماة «الدرر الغوال في المواعظ والأمثال»)
- ديوان شعر (جمعه ابنه محمود بك)

## أعمال مترجمة
- تعريب القوانين الفرنسية المعروفة بالكود (مع مجموعة من المترجمين المصريين، جُمعت وطبعت بالمطبعة الأميرية عام 1283 هـ/1866 م، وكان من نصيب محمد قدري باشا تعريب «قانون الحدود والجنايات»)
- اشترك مع آخرين ـ نحو عام 1874 ـ في تعريب قانون المحاكم المختلطة تمهيدًا لاختيار ما يلائم وضعه للمحاكم الأهلية

## وفاته
توفي محمد قدري باشا يوم الأربعاء 17 ربيع الأول 1306 هـ الموافق 21 نوفمبر 1886 م، عن عمر يناهز 65 عامًا، ونعته جريدة الوقائع المصرية فقالت:
| محمد قدري باشا | في الليلة الماضية، انتقل من هذه الدار الفانية إلى دار النعيم والبقاء المرحوم قدري باشا، ناظر الحقانية المصرية والمعارف العمومية سابقًا. ولما أُبلغ هذا الخبر إلى المسامع العلية الخديوية، أمر الجناب العالي ـ حفظه الله ـ بإجراء ما يجب من التوقير والاحترام في تشييع جنازته؛ لما كان له ـ رحمه الله ـ لدى الجناب العالي من المكانة والإعظام | محمد قدري باشا |